# Tanner McGrew
Tanner McGrew (nacido el 12 de julio de 1993 en Buckhannon, Virginia Occidental, Estados Unidos), es un jugador de baloncesto estadounidense que pertenece a la plantilla del Movistar Estudiantes de la Liga LEB Oro. Con 2 metros y 3 centímetros de estatura, juega en la posición de ala-pívot.

## Trayectoria
Formado académica y deportivamente en la Universidad de West Virginia Wesleyan, formó parte de la plantilla de los Bobcats disputando la Division II de la NCAA durante todo su ciclo universitario (2011 a 2016). En su último año logró unos promedios de 22,6 puntos y 12,4 rebotes (segundo mejor reboteador de toda la NCAA II), siendo elegido, como también lo fue en la temporada anterior, en el Quinteto Ideal de la Conferencia MEC.
Comenzó su carrera profesional en las filas del SISU Copenhagen, equipo de la primera división danesa, siendo uno de los jugadores más destacados con unos registros de 16,6 puntos (cuarto máximo anotador) y 10,5 rebotes por encuentro (máximo reboteador). Fue elegido Mejor Alapívot de la temporada 2016/17 e integró el Quinteto Ideal de la competición. 
Durante los veranos de 2016 y 2017 participó en la Liga QBL australiana (una competición semiprofesional) con los South West Metro Pirates. En 2016 fue elegido Jugador Más Valioso de dicha competición y en 2017 logró unos promedios de 21,4 puntos, 11,7 rebotes y 3,2 asistencias.
En 2017/18 disputa la LNB Pro-B francesa con el Saint-Chamond Basket, alcanzando medias de 9,2 puntos y 5 rebotes por partido. 
En 2018-19 firma con el Memphis Hustle, equipo de la G-League estadounidense, siendo traspasado en enero al Salt Lake City Stars, donde terminó la campaña promediando 10.7 puntos y 5.3 rebotes.
En la temporada 2019-20 firma por el FC Porto de la LPB, la primera categoría del baloncesto portugués. Tras disputar únicamente cinco encuentros, incluyendo la final de Copa en la que fue elegido MVP, sufrió una grave lesión consistente en rotura de tibia y peroné, causando baja para el resto de la temporada. 
En 2020-21 continuó en el club portugués, incorporándose a la competición en el mes de diciembre y completando 24 partidos en los que promedió 8.1 puntos y 4.2 rebotes.
En la temporada 2021-22 se incorpora al CSU Sibiu, club de la liga rumana, disputando un total de 29 partidos con promedios de 10.8 puntos, 7.9 rebotes y 3.3 asistencias.
El 17 de agosto de 2022, firma por el Palencia Baloncesto de la Liga LEB Oro, con el que lograría los títulos de la Copa Princesa y el ascenso a Liga Endesa.
El 1 de agosto de 2023, firma por el Baloncesto Fuenlabrada de la Liga LEB Oro.
El 28 de mayo de 2025, firma por el Club Estudiantes de Baloncesto de la Primera FEB